# Superlogaritmo

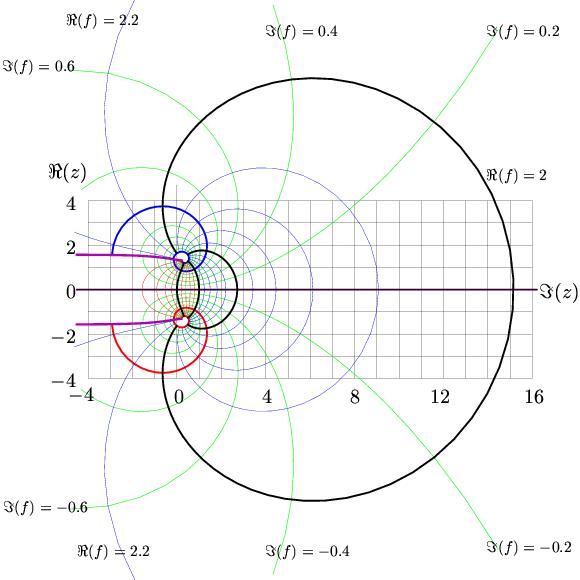
Esboço de no plano-z complexo.

Superlogaritmo, hiper-4-logaritmo ou tetralogaritmo é uma das duas funções inversas da tetração. Assim como a exponenciação tem duas funções inversas: radiciação e logaritmo, a tetração tem duas funções inversas, a super-radiciação e o superlogaritmo. Existem várias maneiras de interpretar os superlogaritmos:
- como a função Abel da função exponencial;
- como a função inversa da função exponencial em relação à estrutura;
- como o número de vezes que um logaritmo pode ser iterado;
- como uma generalização do sistema de classes de um número arbitrariamente grande (processo descrito por Robert Munafo).[1]

## Definição
O superlogaritmo, expresso por {\displaystyle \,\mathrm {slog} _{b}(z)}, é definido implicitamente por
{\displaystyle \,\mathrm {slog} _{b}(b^{z})=\mathrm {slog} _{b}(z)+1} e
{\displaystyle \,\mathrm {slog} _{b}(1)=0.}